# Брага, Виктор (футболист, июль 2001)
Жуан Виктор да Силва Брага (порт. João Victor da Silva Braga; род. 26 июля 2001, Ресифи) — бразильский футболист. Полузащитник.

## Карьера
Родился 26 июля 2001 года в Ресифи, Бразилия.
Играл в Бразилии. Выступал за «Вера-Крус», «Ретро», «Рио-Бранко», «Агия ди Мараба».
30 июля 2024 года перешёл в «Кяпаз». Контракт рассчитан до 30 июня 2025 года, с возможностью продления на год.
2 сентября 2024 года забил 1 000-й гол «Кяпаза» в игре против «Сабаха».
В сезоне 2024/2025 сыграл 17 матчей, забил 2 гола.
31 января 2025 года расторг контракт с «Кяпазом» по обоюдному согласию.